# Ryszard Adamów
Ryszard Adamów (ur. 13 grudnia 1935 r. we Lwowie, zm. 21 lipca 2010 w Legnicy) – polski prozaik.

## Życiorys
Ukończył liceum ogólnokształcące. Był marynarzem Polskiej Marynarki Wojennej, a następnie pracował w różnych instytucjach, organizacjach i towarzystwach kulturalnych i redakcjach, m.in. legnickiego tygodnika "Konkrety", w którym pełnił funkcję sekretarza redakcji.

## Twórczość
Zadebiutował jako prozaik w 1962 r. na łamach miesięcznika "Odra".

### Publikacje książkowe
- Zemsta parowca (zbiór opowiadań), 1968
- Ostatnia posługa (zbiór opowiadań), 1969
- Akta Świętego Trybunału, czyli tajemnica skarbu Paula Martina (powieść), 1976
- Szyper z Bostonu (powieść), 1977
- Łowcy psów (powieść), 1989[1]

Był też autorem licznych publikacji w prasie i słuchowisk radiowych.

## Nagrody
W 1977 r. w Łodzi otrzymał nagrodę za sztukę teatralną o treści politycznej Bankiet na cześć rozstrzelanych.